# 駒止峠
駒止峠（こまどとうげ）は、福島県南会津郡南会津町にある峠。

## 概要
南会津町田島地域の針生と同町南郷地域の東（あずま）を結ぶ。古くからそれぞれの地域を結ぶ峠として利用されてきた。福島県会津地方南部の立地で、標高が1,135mと高いため冬期間は積雪が多い。1889年ごろには道路付け替えが行われており、旧来の峠（現在は子峠と呼ばれている付近）から道路が付け替えられた。冬季に峠を越えようとし1881年（明治14年）には警察官、1923年（大正12年）、1938年（昭和13年）には郵便逓送隊に死者が出ている。

### 現在の駒止峠周辺
現在は、国道289号が付近を経由している。現在の国道289号は1982年に駒止バイパスとして開通した区間を経由しており、駒止トンネルなどの構造物で駒止峠の南側を通過している。また、それ以前に利用されていた旧道も存在しており、つづら折りなどにより峠を越えていた。現在、前述の駒止バイパスにより冬季間の通行は確保されているが、駒止峠付近は冬期間通行止めとなっている。また、駒止峠北側には駒止湿原があるほか、峠の西側の国道沿いには温泉施設、"きらら289"が存在している。